# Gronik (619 m)
Gronik (619 m n.p.m.) – szczyt w Beskidzie Małym. Znajduje się w Grupie Magurki Wilkowickiej, w południowym grzbiecie Czupla oddzielającym dolinę Żylicy od doliny Roztoki. Znajduje się w dolnej części tego grzbietu, między Soliskiem (635 m) i Łysym Groniem (601 m). Od Soliska oddziela go przełęcz Klimczaki, od niżej położonego Gronia Przełączka pod Gronikiem. W północno-wschodnim kierunku Gronik tworzy krótki grzbiet oddzielający dolinki dwóch potoków uchodzących do Roztoki, stok południowo-zachodni opada do potoku Maćkówka uchodzącego do Jeziora Żywieckiego.
Gronik to niewybitne i porośnięte lasem wzniesienie, ale jego północno-wschodnie stoki bardzo wysoko, niemal pod szczyt były bezleśne, zajęte przez pola należącego do Tresnej osiedla Klimczaki. Są one dość dobrym punktem widokowym, ale coraz bardziej zarastającym lasem. Widoczne z nich są: dolina Żylicy i Roztoki, Skrzyczne, Skalite, Magura, Kotarz, Beskid Węgierski, Czupel i Suchy Wierch i zachodnie wzniesienia Beskidu Andrychowskiego. Na obrzeżu polan osiedla Klimczaki znajduje się pochodząca z 1917 r. kapliczka Matki Bożej.
Grzbietem Groników biegnie granica między miejscowościami Pietrzykowice i Tresna w województwie śląskim, w powiecie żywieckim.
Szlaki turystyczne
 Tresna (Hotel „Odys”) – przełęcz Klimczaki – Przełączka pod Gronikiem – Gronik – Solisko – skrzyżowanie ze szlakiem czerwonym na polanie Przysłop.